# John Bernhard Rekstad
John Bernhard Rekstad, född 2 oktober 1852 i Trondenes, Tromsø amt, död 1934, var en norsk geolog.
Rekstad tog lärarexamen 1887 och tjänstgjorde som adjunkt vid Bergens katedralskola 1896-1900. Sistnämnda år blev han förste geolog vid Norges geologiske undersøkelse i Kristiania och 1904 även ledamot av Kristiania videnskapsselskap. Han ägnade sig särskilt åt studiet av Norges glaciärer och istidsavlagringar och utgav flera geologiska avhandlingar.